# سیارک ۸۳۵۳
سیارک ۸۳۵۳ (به انگلیسی: 8353 Megryan، نامگذاری:1989GC4) هشت هزار و سیصد و پنجاه و سومین سیارک کشف شده‌است که در ۳ آوریل ۱۹۸۹ کشف شد.
قدر مطلق سیارک برابر ۲۹.۵ است.